# Androsace hookeriana
Androsace hookeriana là một loài thực vật có hoa trong họ Anh thảo. Loài này được Klatt mô tả khoa học đầu tiên năm 1863.